# Посадсков, Евгений Леонидович
Евгений Леонидович Посадсков (род. 22 февраля 1970, Рыбинск, Ярославская область) — советский самбист, чемпион СССР, Европы и мира, победитель Панамериканских игр, Заслуженный мастер спорта СССР. Президент федерации самбо и дзюдо Ярославской области.

## Биография
Его родители были простыми рабочими. Окончил школу № 29. Занимался самбо во дворце спорта «Метеор». В 16 лет выполнил норматив мастера спорта СССР. Удачным для спортсмена стал 1990 год, когда он выиграл все соревнования, в которых участвовал — первенства России и СССР среди молодёжи, чемпионаты СССР, Европы и мира. Второй самбист, который, будучи юниором, стал чемпионом страны. Проводился турнир на призы Посадскова. В 2004 году был кандидатом в депутаты областной думы от ЛДПР.

## Спортивные результаты
- Кубок СССР по самбо 1989 года — ;
- Чемпионат СССР по самбо 1990 года — ;
- Чемпионат СССР по самбо 1991 года — ;
- Чемпионат России по самбо 1992 года — ;
- Чемпионат России по самбо 1993 года — ;